# Arvid Erik Posse
Arvid Erik Posse, född 22 juni 1753, död 25 mars 1825 i Bergunda församling, Kronobergs län, var en svensk greve och ämbetsman.

## Biografi
Arvid Erik Posse föddes 1753. Han var son till militären Fredrik Posse och Ulrika Eleonora Wrangel af Lindeberg. Posse blev 7 februari 1770 student vid Lunds universitet och blev samma år hovjunkare. Han blev 1771 extra ordinarie kanslist i justitierevisionsexpeditionen, samt auskultant i Svea hovrätt. Posse blev 1772 kopist i expeditionen, 1772 kanslist och 21 december 1773 protokollssekreterare. Han blev 1777 lagman i Blekinge lagsaga och 1783 lagman i Tiohärads lagsaga. Posse fick 1794 landshövdings fullmakt och blev 12 januari 1795 president i Göta hovrätt. Han utnämndes 2 november 1795 till riddare av Nordstjärneorden, 16 november 1799 kommendör av Nordstjärneorden med valspråket Aequitate prodessen och blev 11 maj 1819 en av rikets herrar. Posse utnämndes 1 december 1824 till Riddare och Kommendör av Kungl Maj:ts Orden och tog 26 januari 1825 avsked som president från Göta hovrätt. Han avled 1825 på Bergkvara i bergunda socken och begravdes bredvid sin fru i Bergkvaragraven i Bergunda kyrka.
Posse var lagman i Blekingska lagsagan 1777-1783 och i Tiohärads lagsaga 1783-1795. samt president i Göta hovrätt 1795–1825. Han blev  en av rikets herrar 1819.

### Egendom
Posse ägde Gottenvik, Ravnäs och bergkvara i Bergunda socken.

### Familj
Posse gifte sig 4 juni 1784 på Kronobergs kungsgård i Växjö landsförsamling med friherrinnan Catharina Charlotte von Otter (1764–1833), dotter till landshövdingen, friherre Salomon von Otter i Hallands län och Agneta Beck-Friis. De fick tillsammans barnen landshövdingen Fredrik Salomon Posse (1785–1853) i Malmöhus län, majoren Carl Otto Posse (1787–1867) vid Smålands lätta dragonregemente, kammarherren Erik Ulrik Posse (1788–1851), Arvid Vilhelm Posse (1789–1790), justitiestatsministern Arvid Mauritz Posse (1792–1850) och landshövdingen Knut Axel Posse (1796–1856) i Kristianstads län.